# Pierre Bazzo
Pierre Bazzo (Bourg (Gironde), 17 januari 1954) is een voormalig Frans wielrenner. Hij was beroepsrenner tussen 1976 en 1985. Na zijn actieve wielerloopbaan begon Bazzo een fietsenwinkel nabij Bordeaux.

## Belangrijkste overwinningen
1976
- 8e etappe Ronde van de Toekomst

1979
- Grote Prijs van Cholet-Pays de Loire

1980
- 4e etappe Parijs-Nice

1982
- 6e etappe Parijs-Nice

1983
- Ronde van de Vendée
- GP Ouest France-Plouay

1984
- GP Plumelec

1985
- 6e etappe Dauphiné Libéré

## Resultaten in voornaamste wedstrijden
| Jaar | Ronde van Italië | Ronde van Frankrijk | Ronde van Spanje |
| ---- | ---------------- | ------------------- | ---------------- |
| 1977 |                  | opgave              |                  |
| 1978 |                  | 21e                 |                  |
| 1979 |                  | 33e                 |                  |
| 1980 |                  | 9e                  |                  |
| 1981 |                  | 31e                 |                  |
| 1982 |                  | 39e                 |                  |
| 1983 |                  | 21e                 |                  |
| 1984 |                  | opgave              |                  |
| 1985 |                  | 21e                 | 15e              |

| Jaar | Gent-Wevelgem | Parijs-Roubaix | Amstel Gold Race | Luik-Bast.‑Luik | Bretagne Classic |
| ---- | ------------- | -------------- | ---------------- | --------------- | ---------------- |
| 1977 |               |                |                  |                 |                  |
| 1978 |               |                |                  |                 |                  |
| 1979 |               |                |                  |                 | 9e               |
| 1980 |               |                |                  | 5e              | 5e               |
| 1981 | 79e           | 37e            | 46e              |                 | 7e               |
| 1982 |               |                |                  | 18e             |                  |
| 1983 |               |                |                  | 15e             | Goud             |
| 1984 |               |                |                  | 16e             |                  |
| 1985 |               |                |                  | 63e             | 18e              |